# Giaginskij rajon
Il Giaginskij rajon (in russo Гиагинский район?) è un municipal'nyj rajon della Repubblica autonoma dell'Adighezia, in Russia. Occupa una superficie di circa 790 chilometri quadrati, ha come capoluogo Giaginskaja e ospitava nel 2010 una popolazione di 32.858 abitanti.

## Centri abitati
- Georgievskoe
- Giaginskaja
- Gončarka
- Vladimirovskoe
- Vol'no-Vesёlyj